# توماس ألكسندر بويد
توماس ألكسندر بويد (بالإنجليزية: Thomas Alexander Boyd)‏ (1898 - 1935)؛ روائي أمريكي.